# Integral (Pet Shop Boys)
Integral è una canzone dei Pet Shop Boys, originaria del loro album del 2006 Fundamental e realizzata dal duo come singolo (in una versione completamente diversa) nell'Ottobre 2007 per promuovere il loro album-remix Disco 4.
Con una struttura musicale nettamente elettronica, il singolo fu il primo che i Pet Shop Boys fecero pubblicare solo in formato digitale. Il brano fu un successo nel mondo del digitale: secondo la compagnia mediatica dell'online digitale "7digital", il brano rientrò nella Top3 del web, divenendo il terzo singolo più scaricato online del periodo. Successivamente il brano riuscì ad entrare anche nella prestigiosa Official Singles Chart, esattamente alla posizione 197.

## Soggetto
Il singolo, nel suo testo, rappresenta una forma di protesta alla proposta di adottare, nel Regno Unito, le "ID card" (un documento in cui vengono riportati tutti i dati di un soggetto). Anche il videoclip si collega al soggetto trattato da Integral.
Il video, anch'esso disponibile solo via internet come il brano, vinse il premio "Gold Cyber Lion" al Festival di Cannes del 2008: la giuria lo definì "un video estremamente innovativo".

## Copertina del singolo
La copertina del singolo, nel suo formato digitale, è un codice QR il quale, una volta effettuata la scansione, fornisce il link per connettersi al sito ufficiale dei Pet Shop Boys.

## Tracce
CD promozionale (Regno Unito)
1. Integral (PSB Perfect Immaculate Mix) – 7:25
2. Integral (PSB Perfect Immaculate 7-Inch) – 3:27

Download digitale
1. Integral (PSB Perfect Immaculate Mix) – 7:16
2. Integral (Dave Spoon Mix) – 7:10

## Classifiche
| Classifica (2007) | Posizione massima |
| ----------------- | ----------------- |
| Regno Unito       | 197               |